# Coonabarabran
Coonabarabran is een plaats in de Australische deelstaat New South Wales en telt 2736 inwoners (2006).

## Geboren
- Peter McDonald (1978), wielrenner

## Galerij

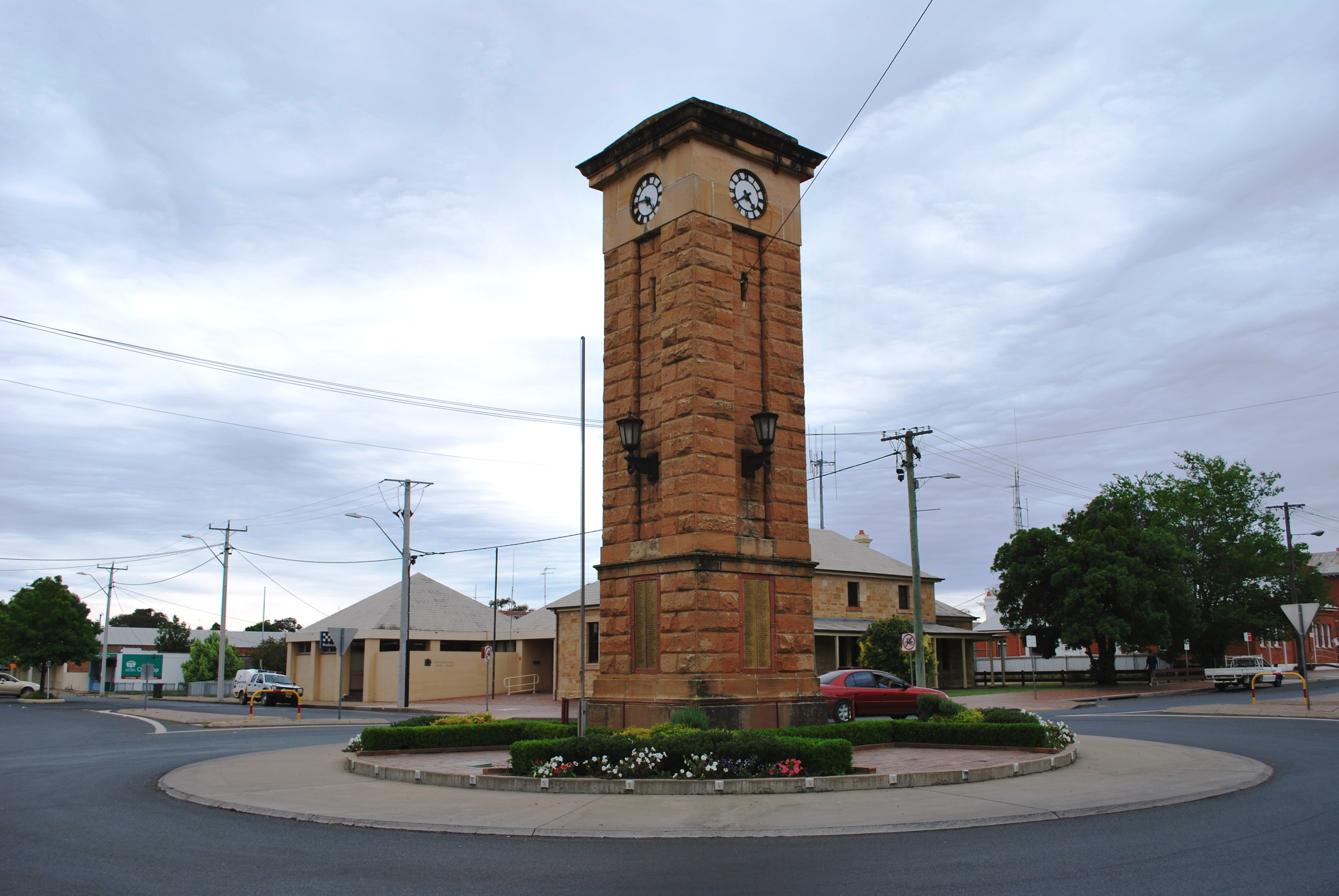
Oorlogsmonument
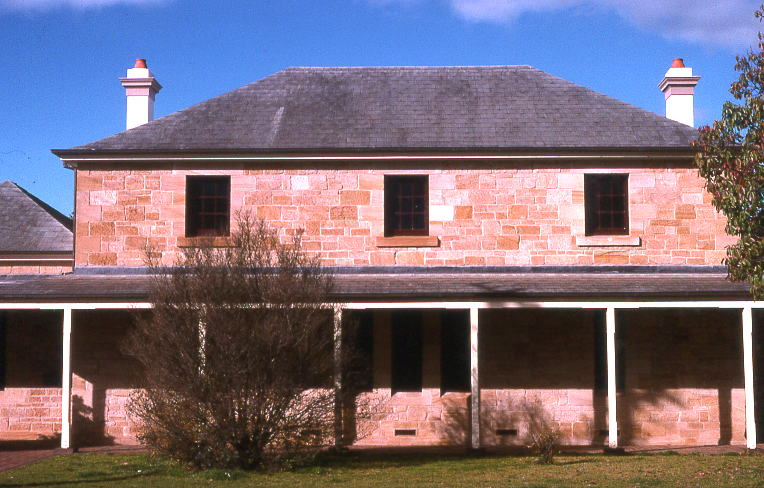
Gerechtsgebouw
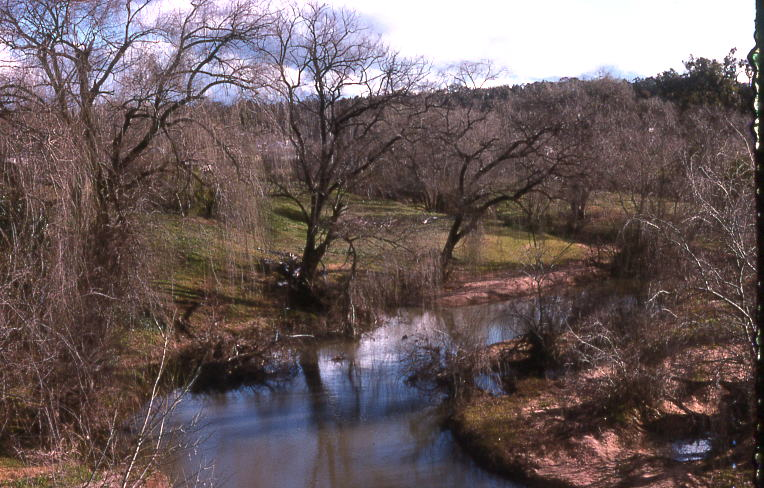
Riviet Castlereagh